# Wilbert Awdry
Wilbert Vere Awdry (Romsey, Reino Unido, 15 de junio de 1911-Stroud, 21 de marzo de 1997) fue un escritor y religioso británico, conocido por su serie de libros The Railway Series,  protagonizados por  locomotoras antropomorfizadas, en los que se basó la serie de televisión Thomas y sus amigos.

## Biografía
Hijo de un clérigo, se educó en Oxford y fue ordenado pastor de la Iglesia anglicana en 1936. En 1938 se casó con Margaret Wale, con quien tuvo en 1940 a su hijo Christopher.
En 1943, para entretener a su hijo, enfermo de sarampión, ideó el relato Los tres motores del ferrocarril, publicado en 1945. Christopher Awdry le pidió un modelo del personaje Gordon, y para simplificar la tarea, Awdry dibujó una locomotora azul, a la que Christopher llamó Thomas. Desde entonces, a petición del niño, siguió creando historias sobre Thomas, ambientadas en la isla ficticia de Sodor, que se recopilaron en el libro Thomas the Tank Engine (1946).
Awdry escribió 26 títulos de la serie The Railway Series entre 1945 y 1972, y Christopher la continuó con otros 15 desde 1983. Awdry también publicó otras historias, como las de Belinda the Beetle, un Volkswagen Escarabajo rojo.

## Reconocimientos
- Oficial del Imperio Británico (1996)
- Designación de una locomotora con su nombre (póstumamente)

## Obras
Ficción
- The Railway Series (1945-72)
- Belinda the Beetle (1958)
- Belinda Beats the Band (1961)
- The Island of Sodor: Its People, History and Railways (1986), coescrito con su hermano George.

No ficción
- Our Child Begins to Pray (Edmund Ward, 1951)
- The Birmingham and Gloucester Railway (Alan Sutton Publishing, 1987), coescrito con P. J. Long.